# الخاندرو کامپانو
الخاندرو کامپانو (انگلیسی: Alejandro Campano؛ زادهٔ ۲۹ دسامبر ۱۹۷۸) بازیکن فوتبال اهل اسپانیا است.
از باشگاه‌هایی که در آن بازی کرده‌است می‌توان به باشگاه خیمناستیک تاراگونا، باشگاه ورزشی رئال مایورکا، و باشگاه فوتبال خرز اشاره کرد.